# Romeo Romanutti
Romeo Romanutti (Spalato, 6 agosto 1926 – Ivrea, 31 dicembre 2007) è stato un cestista italiano.
Ha giocato per un decennio in Serie A e in Nazionale italiana, vincendo per due volte la classifica marcatori e per sei lo scudetto.

## Carriera

### Nei club
Ha esordito con la Lega Nazionale Trieste e ha giocato una stagione con la Ginnastica Triestina nel 1947-48. Nel 1949-50 è tornato alla Lega Nazionale Trieste e ha poi vestito la maglia della Borletti Milano dal 1950-51 al 1957-58.
Ha chiuso la sua carriera nella massima serie con un biennio alla Pallacanestro Varese. Ha chiuso la carriera con la promozione della Pallacanestro Vigevano nella massima serie, nel 1960-61.
È stato per due volte il miglior marcatore della Serie A nel 1949-50 e nel 1955-56, segnando rispettivamente 378 con la maglia della Lega Nazionale Trieste e 496 punti con la Borletti Milano, arrivando inoltre secondo (dietro al compagno di squadra Sergio Stefanini) nelle classifiche stagionali del 1951-52, 1952-53 e 1953-54.

### In Nazionale
Ha esordito in Nazionale il 9 gennaio 1948, in occasione della vittoria per 36-35 sulla Nazionale francese. In tutto, Romanutti ha vestito 51 volte la maglia italiana, segnando 499 punti. Ha disputato l'ultima gara il 15 marzo 1958, nell'altra contro la Francia per 68-59. Ha partecipato alle Olimpiadi di Londra 1948 e all'Europeo 1951, ma non ha potuto disputare il torneo olimpico di Helsinki 1952 per problemi lavorativi.

## Statistiche
Statistiche aggiornate al 1º gennaio 2009
| Stagione        | Squadra                | Competizione | Partite | Partite | Partite | Statistiche tiro | Statistiche tiro | Statistiche tiro | Altre statistiche | Altre statistiche | Altre statistiche | Altre statistiche | Altre statistiche |
| Stagione        | Squadra                | Competizione | Pres.   | Titol.  | Minuti  | Tiri da 2        | Tiri da 3        | Liberi           | Rimb.             | Assist            | Rubate            | Stopp.            | Punti             |
| --------------- | ---------------------- | ------------ | ------- | ------- | ------- | ---------------- | ---------------- | ---------------- | ----------------- | ----------------- | ----------------- | ----------------- | ----------------- |
| 1947-1948       | Ginnastica Triestina   | Serie A      |         |         |         |                  |                  |                  |                   |                   |                   |                   |                   |
| 1949-1950       | Lega Nazionale Trieste | Serie A      | 26      |         |         |                  |                  |                  |                   |                   |                   |                   | 378               |
| 1950-1951       | Borletti Milano        | Serie A      | 19      |         |         |                  |                  |                  |                   |                   |                   |                   | 194               |
| 1951-1952       | Borletti Milano        | Serie A      | 21      |         |         |                  |                  |                  |                   |                   |                   |                   | 299               |
| 1952-1953       | Borletti Milano        | Serie A      | 22      |         |         |                  |                  |                  |                   |                   |                   |                   | 430               |
| 1953-1954       | Borletti Milano        | Serie A      | 22      |         |         |                  |                  |                  |                   |                   |                   |                   | 477               |
| 1954-1955       | Borletti Milano        | Serie A      | 22      |         |         |                  |                  |                  |                   |                   |                   |                   | 422               |
| 1955-1956       | Borletti Milano        | Elette       | 21      |         |         |                  |                  |                  |                   |                   |                   |                   | 490               |
| 1956-1957       | Simmenthal Milano      | Elette       | 22      |         |         |                  |                  |                  |                   |                   |                   |                   | 383               |
| 1957-1958       | Simmenthal Milano      | Elette       | 21      |         |         |                  |                  |                  |                   |                   |                   |                   | 187               |
| 1958-1959       | Ignis Varese           | Elette       |         |         |         |                  |                  |                  |                   |                   |                   |                   |                   |
| 1959-1960       | Ignis Varese           | Elette       |         |         |         |                  |                  |                  |                   |                   |                   |                   |                   |
| 1960-1961       | Pallacanestro Vigevano | Serie A      |         |         |         |                  |                  |                  |                   |                   |                   |                   |                   |
| Totale carriera |                        |              |         |         |         |                  |                  |                  |                   |                   |                   |                   |                   |

## Palmarès
- Campionato italiano: 6

Olimpia Milano: 1950-1951, 1951-1952, 1952-1953, 1953-1954, 1956-1957, 1957-1958